# アレックスシネマ
アレックスシネマ（英称：alex cinemas ）は、近畿地方（滋賀県、福井県、大阪府）に4 - 9スクリーンの4サイトを展開するシネマコンプレックス。
本項では運営会社の有限会社アレックスについても扱う。

## 概要
2000年頃、スーパーマーケットの平和堂は自社が経営するショッピングセンター「アル・プラザ水口」と「アル・プラザ敦賀」にシネマコンプレックスを開館させようとした。しかし、立地が悪く収支が見込めないという理由でこの計画に賛同してくれる映画興行会社がおらず、社長の助言により同社SC事業部員だった松本智が社長となって設立。
その関係か、劇場はすべて平和堂の店舗の敷地内に所在する他、同社が展開するポイントカード「HOPカード」を提示すると鑑賞料金が割引になるサービスを実施している。松本智は2007年10月23日、生活衛生同業組合滋賀県興行協会の理事長に就任。

## 沿革
- 2000年
  - 11月25日 - 水口アレックスシネマ開館。
  - 12月8日 - 敦賀アレックスシネマ開館。
- 2008年
  - 2月1日 - TOHOシネマズより事業譲渡され、大津アレックスシネマ開館。
  - 3月1日 - TOHOシネマズより事業譲渡され、鯖江アレックスシネマ開館。
- 2010年9月15日 - ジョイプラザより事業譲渡され、高槻アレックスシネマ開館。
- 2020年4月17日 - コロナの感染拡大ににより5サイトとも休業（同年6月5日に再開）
- 2020年10月1日 - 大津アレックスシネマのみ休業（同年11月6日に再開）
- 2022年3月27日 - 大津アレックスシネマ閉館[5]。

## 設備・サービス

### インターネット予約
日本国の大手映画興行会社では2002年にヴァージンシネマズがインターネットチケット販売を開始しているが、それより早い2000年の開館当初よりインターネットでのチケット予約を行っている。手数料は不要だが、Web上で決済まで行うものではなく、メールを使用して予約し、決済は鑑賞当日に行う簡易的なものであり、更に繁忙日しか行えない。
2010年より、ピンポイントで座席指定が出来る「ココトル」がスタートしている。

### ペアシート
中小規模のシネマコンプレックスとしては珍しくペアシートが導入されている。ただし、導入されているのは当初からアレックスが運営している水口、敦賀のみである。

### デジタル3D
2011年、全サイト計30スクリーンの映写機をデジタル化。同時にドルビー3D方式を導入し、3D映画の上映に対応した。

### 会員制度
「アレックスeクラブ」の名称で2023年に開始、年会費550円で100円1ポイントで100ポイントで1回無料のサービスと割引クーポン配布を行っている。
以前は「プレミアコース（入会金 1,000円）」、「なかよしコース（入会金 無料）」、2つのポイントカード（会員）制度があり、大津アレックスシネマの営業開始に合わせて、同年の2月18日より旧制度から変更され、2015年8月に「プレミアコース」を廃止し「なかよしコース」に統一。2023年6月にアレックスeクラブへ移行された。

#### プレミアコース会員特典
100ポイントで招待券＋ポップコーンM、入場回数100回で、1か月フリーパス
1. 火曜日がメンバーズデイ（鑑賞料金 1,300円）
2. 入会時に招待券プレゼント
3. 通常料金より300円オフ
4. 誕生月はポイント２倍
5. 会報（FILM CLIP）の提供
会員限定プレぜント企画（会報内）

#### なかよしコース会員特典
30ポイントでポップコーンM、または100ポイントで招待券
1. 火曜日はメンバーズデイ（会員+同伴者5名まで 1,300円）
2. 最大6名分（会員+同伴者5名まで）のポイントを加算

プレミアコース廃止に伴い会報はカラー化され、希望者のみに提供される。その他については、「なかよしコース」に準じる。

## 劇場

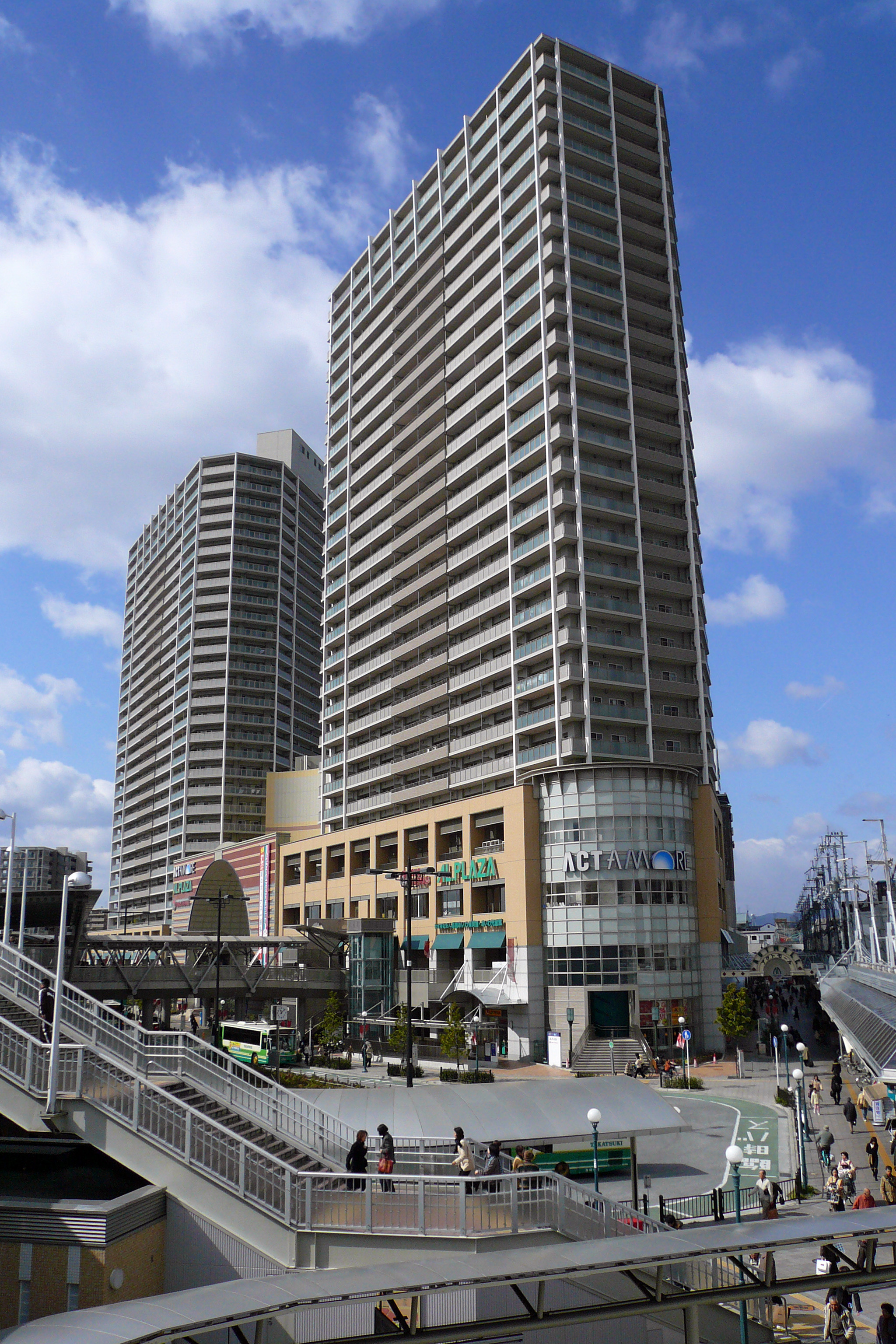
高槻アレックスシネマが入居しているアクトアモーレ

水口アレックスシネマ
滋賀県甲賀市、アル・プラザ水口内、5スクリーン・980席、2000年11月25日開館。
建設当初からアレックスの劇場として運営されている。全スクリーン、スタジアムシートを導入。
敦賀アレックスシネマ
福井県敦賀市、アル・プラザ敦賀内、4スクリーン・698席、2000年12月8日開館。
建設当初からアレックスの劇場として運営されている。全スクリーン、スタジアムシートを導入。
鯖江アレックスシネマ
福井県鯖江市、アル・プラザ鯖江内、7スクリーン・1,186席、2008年3月1日開館
前身は1998年12月5日に開館した東宝直営（のちにTOHOシネマズ運営）の鯖江シネマ7。アレックスに営業譲渡され2008年2月24日に鯖江シネマ7としては閉館。改装を経て、同年3月1日よりアレックスが運営を行っている。全スクリーン、スタジアムシートを導入。
高槻アレックスシネマ
大阪府高槻市、アクトアモーレ内（アル・プラザ高槻も入居）、9スクリーン・1,820席、2010年9月15日開館。
前身は2004年2月21日に開館したTOHOシネマズ運営（東宝経営）のTOHOシネマズ高槻。競合を避けるため東宝は同地域で映画館（高槻シネマルート170）を経営していたジョイプラザに同館を営業譲渡し、2007年6月28日にTOHOシネマズ高槻としては閉館（詳細）。同年6月30日よりジョイプラザ経営の「高槻ロコ9シネマ」として営業、高槻シネマルート170は、高槻ロコ9シネマの開業に合わせて閉館。
ジョイプラザも同館の経営から撤退し、2010年9月5日高槻ロコ9シネマとしては閉館（高槻ロコ9プラスシネマは「高槻セレクトシネマ」と改称し営業継続したが、その後閉館）。同年9月15日より高槻アレックスシネマとして再々開館した。アレックスとしては最大規模の劇場。全スクリーン、スタジアムシートを導入。

### かつて存在した劇場

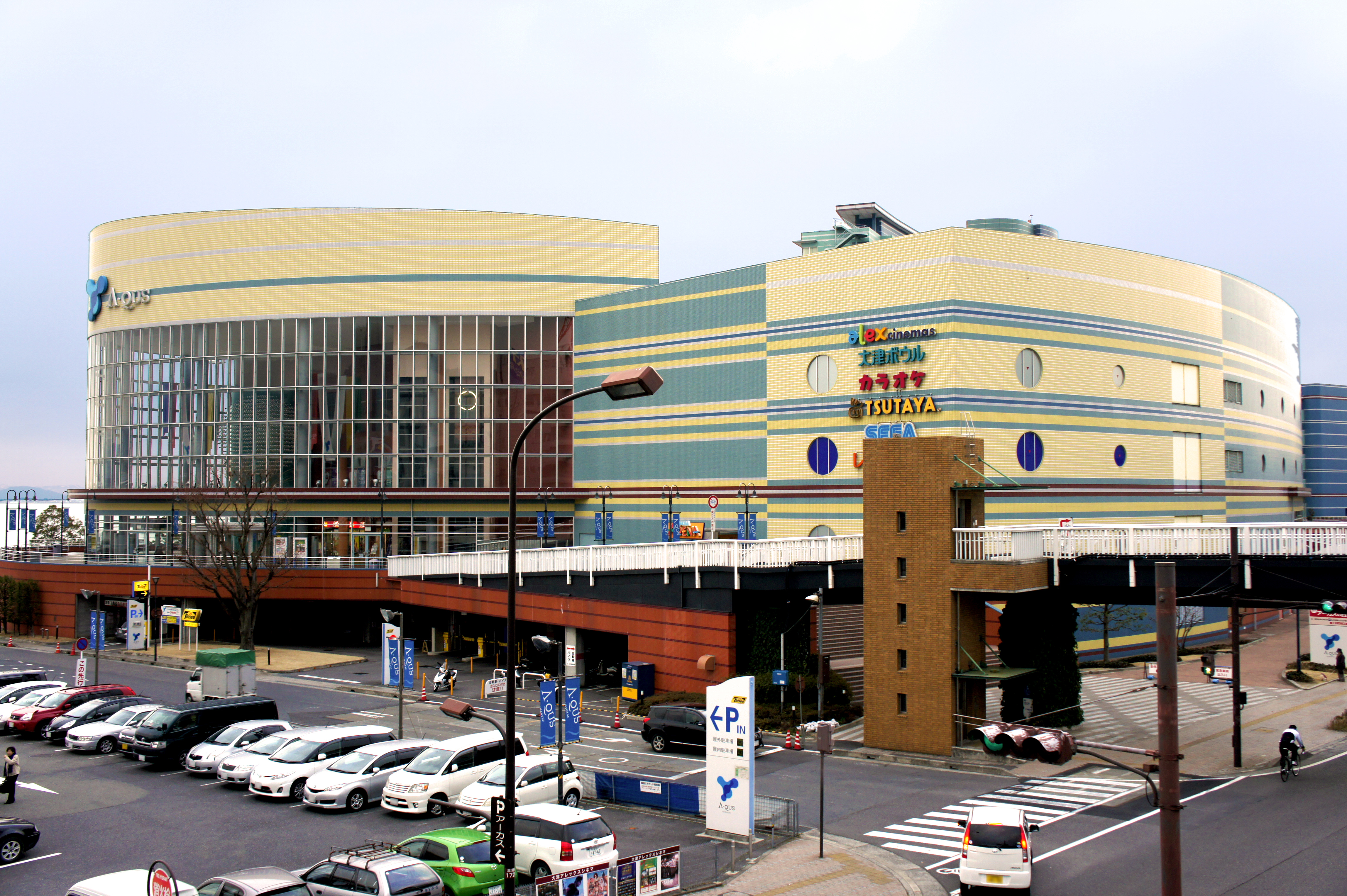
かつて大津アレックスシネマが所在した浜大津アーカス

大津アレックスシネマ
滋賀県大津市、浜大津アーカス内、5スクリーン、823席、2008年2月1日開館、2022年3月27日閉館。
前身は1998年4月23日に開館した東宝直営（のちにTOHOシネマズ運営）の「浜大津アーカスシネマ」。京阪レークセンターの跡地に京阪浜大津再開発事業として建設された浜大津アーカス内に所在した。
アレックスに営業譲渡され、2008年1月25日に浜大津アーカスシネマとしては閉館。改装を経て、同年2月1日よりアレックスが運営を行っていた。シネマコンプレックスとしては初期の設計であるため、スタジアムシートは導入されていない。